# Bathalaa
Bathalaa o Bathala es una pequeña isla de Maldivas en el noreste del atolón de Ari Norte o Alif-Alif en el Océano Índico. La isla de forma ovalada mide unos 150 metros de longitud y 300 metros de ancho y está rodeada por un arrecife. El nombre viene de la palabra "Bathala" que en lengua Dhivehi significa boniato.
Es una isla turística y boscosa rodeada una playa de arena con 45 bungalows para visitantes. En el centro de la isla se encuentran las pequeñas empresas y servicios públicos.